# 134039 Stephaniebarnes
134039 Stephaniebarnes este o planetă minoră (asteroid), cu un diametru de 10,696 km, din Outer Main Belt⁠(d). A fost descoperită pe 2 decembrie 2004 la Catalina Station⁠(d) de Catalina Sky Survey. 
Obiectul prezintă o orbită caracterizată de o semiaxă mare de 3,9790381249955 UAi, o excentricitate de 0,27, o înclinație de 9,67 ° în raport cu ecliptica.